# Mercedes-Benz W21
La sigla W21 identifica una piccola famiglia di autovetture di fascia alta prodotte dal 1933 al 1937 dalla Casa tedesca Mercedes-Benz.

## Profilo e caratteristiche
In pratica, questa piccola famiglia di autovetture include i modelli 200 e 230, prodotti nel periodo centrale degli anni trenta. Dapprima venne commercializzata la 200, che successivamente sarebbe stata sostituita dalla 230. Si trattava di eleganti autovetture dalle forme arrotondate, proposte in vari tipi di carrozzerie, dalla limousine alla roadster, inclusa anche una particolare configurazione di limousine con carrozzeria aerodinamica. La 230 fu proposta anche come landaulet.

### Typ 200
La Typ 200, o più semplicemente 200, è stata introdotta per sostituire il precedente modello, ossia la Typ 200 Stuttgart. La vettura era equipaggiata da un 2 litri completamente nuovo rispetto all'equivalente unità motrice utilizzata in passato. Questo nuovo motore era siglato M21, ed era un 2 litri in grado di erogare fino a 40 CV di potenza massima, spingendo la vettura a velocità massime comprese tra 95 e 100 km/h a seconda del tipo di carrozzeria utilizzato. Per la cronaca, la 200 poteva anche essere scelta dal cliente con telaio a passo allungato (da 2.7 a 3.05 m. Questo era in lamiera d'acciaio stampata con sezione ad U. Le sospensioni erano a ruote indipendenti su entrambi gli assi: l'avantreno era a balestre trasversali, mentre il retrotreno era a semiassi oscillanti. I freni erano a tamburo con circuito frenante idraulico.
Il cambio era a 3 marce più overdrive, con frizione monodisco a secco.
Nel 1936 la 200 venne sostituita dalla 230.

### Typ 230
La Typ 230 (o 230) manteneva la medesima impostazione tecnica della precedente 200, ma cambiava il propulsore utilizzato: al posto del 2 litri M21 venne infatti montato il 2.2 litri M143, in grado di erogare fino a 55 CV a 3600 giri/min e di spingere la vettura fino ad una velocità massima di 110 km/h.
La produzione della 230 W21 durò solo un anno: nel 1937 venne infatti tolta di produzione per lasciare il posto alla 230 W143, molto simile nella struttura generale.

Il telaio dei modelli W21 e W143 sarebbe stato utilizzato anche per commercializzare la prima auto di serie con motore diesel: la 260D.